# Vanillekipferl

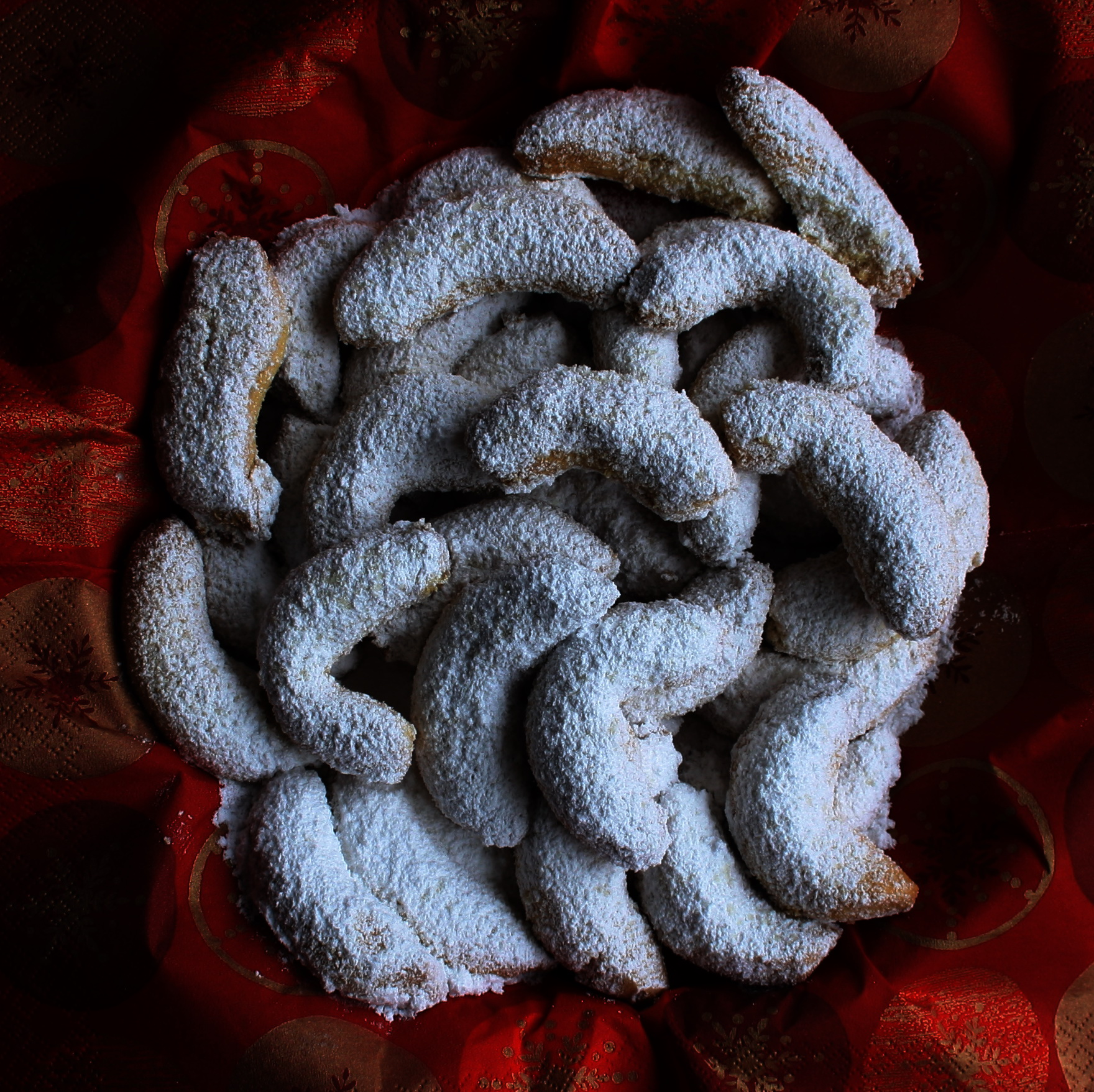
Vanillekipferl.

Vanillekipferl är ett traditionellt tysk-österrikisk-böhmiskt julbakverk i giffelform som är tillverkat av mördeg med mjöl, socker, riven mandel. Även valnötter, jordnötter eller hasselnötter kan användas. Gifflarna formas med hjälp av fingrarna och gräddas i ugn samt rullas varma i en blandning av florsocker och vaniljsocker.